# Пітешть (Молдова)
Пітешть (рум. Pitești) — село в Леовському районі Молдови. Входить до складу комуни, центром якої є село Бештємак.